# Greater Giyani Local Municipality
Greater Giyani (englisch Greater Giyani Local Municipality) ist eine Lokalgemeinde im Distrikt Mopani der südafrikanischen Provinz Limpopo. Der Verwaltungssitz befindet sich in Giyani. Basani Agnes Shivambo ist die Bürgermeisterin.
Der Gemeindename Giyani ist ein Xitsonga-Begriff, der Fröhlichkeit in Form von Tanz und Feier symbolisiert.

## Städte und Orte
| - Botshabelo - Dzumeri - Giyani - Hlaneki - Hlanganani - Mabunda - Makhuva - Msengi | - Ndengeza - Nkuri - Nxomo - Phalakubeni - Shiviti |

## Bevölkerung
Im Jahr 2011 hatte die Gemeinde 244.217 Einwohner in 63.548 Haushalten auf einer Fläche von 4171,59 km². Davon waren 99,5 % schwarz. Erstsprache war zu 90,5 % Xitsonga, zu 3,8 % Sepedi, zu 2,6 % Sesotho und zu 0,8 % Englisch.

## Parks und Naturschutzgebiete
- Man’Ombe-Naturschutzgebiet